# Movimentos Perpétuos – Cine-Tributo a Carlos Paredes
Movimentos Perpétuos – Cine-Tributo a Carlos Paredes (portugiesisch für: Ständige Bewegungen – ein Kino-Tribut für Carlos Paredes) ist ein Dokumentarfilm des portugiesischen Regisseurs Edgar Pêra aus dem Jahr 2006.
Der Film porträtiert den 1925 in der alten Universitätsstadt Coimbra geborenen portugiesischen Musiker Carlos Paredes, der als Meister der Portugiesischen Gitarre galt und über seinen Tod 2004 hinaus maßgeblich die Anerkennung des zuvor meist nur als Fado-Begleitgitarre bekannten Instruments prägte. Der Film entstand im Rahmen einer 2003 initiierten umfassenden Ehrung des Künstlers zu seinem 78. Geburtstag, die unter dem Leitmotiv Movimentos Perpétuos zu dem Anlass geschaffene Bücher, Comics, Konzerte, CDs und Filme versammelte, darunter auch diesen Film.
Der Titel ist der kurzen virtuosen Komposition Movimento Perpétuo von Carlos Paredes entlehnt, die auf seinem zweiten Album von 1971 erschien und auch diesem den Namen gab.

## Handlung
Der Film zeichnet in 17 Movimentos (Bewegungen) das Werk und die Persönlichkeit von Carlos Paredes nach. Die häufig in Super 8 gedrehten Interviews und Aufzeichnungen schaffen dabei eine besonders intime und familiäre Atmosphäre, in der die Persönlichkeit des Musikers durch seine zurückhaltende und bescheidene Art durchschimmert. Freunde und musikalische Weggefährten berichten von ihren Erlebnissen und beschreiben ihr Verhältnis und ihre Sicht auf ihn. Archivaufnahmen und auch Szenen aus früheren, teils experimentelleren Kurzfilmen fließen dabei mit in das Werk ein.
Ausgehend von Mitschnitten eines Konzertes in Porto von 1984 wird dem Zuschauer der Lebensweg des Musikers aufgezeigt, in dem seine Anfänge, sein Widerstand und Inhaftierung in der Estado-Novo-Diktatur, seine Erfolge und Rückschläge eine Rolle spielen, aber auch kleine Episoden am Rande, etwa wenn er nach dem Konzert 1984 der Empfangsdame seines Hotels ein kleines Privatkonzert gibt, weil sie dem Konzert nicht beiwohnen konnte.
So entsteht nicht nur ein Bild des Künstlers und Menschen Carlos Paredes, sondern es wird auch sowohl seine Qualität als Schöpfer zeitloser Kompositionen als auch seine prägende Rolle in der Anerkennung der portugiesischen Gitarre als ausdrucksstarkes eigenständiges Instrument herausgestellt.

## Produktion und Rezeption
Die einzelnen Bestandteile des Films entstanden zwischen 1990 und 2006. Der Film wurde 2006 von der Filmproduktionsgesellschaft Corda Seca produziert, mit finanzieller Unterstützung der portugiesischen Filmförderungsanstalt ICAM (heute ICA), des Kulturinstituts Instituto das Artes und des öffentlich-rechtlichen Fernsehkanals RTP2. Als Filmmusik sind eine Vielzahl Kompositionen und Darbietungen des porträtierten Künstlers zu hören. Als Sprechstimmen aus dem Off sind hier international bekannte Schauspieler zu hören. So spricht die portugiesische Tonspur Joaquim de Almeida, die französischsprachige Spur übernahm Maria de Medeiros und die englischsprachige Tonspur wurde von John Ventimiglia eingesprochen.
Das Werk feierte Premiere am 22. April 2006 beim 3. IndieLisboa-Filmfestival, wo er in drei Kategorien ausgezeichnet wurde, darunter der Publikumspreis und als bester Film. Er lief danach auf weiteren internationalen Filmfestivals, darunter das britische Raindance Filmfestival (am 3. Oktober 2006) und das südkoreanische Busan International Film Festival (am 7. Oktober 2011). Seine Kinopremiere hatte der Film am 4. Mai 2006 im Kino Dolce Vita in Coimbra, wo er danach 1.028 Besucher zählte.

«A montagem de Edgar Pêra surge como um complemento livre da interpretação fluída e cristalina da guitarra, criando novas formas de percepcionar a música de Carlos Paredes.»

„Der Zusammenschnitt von Edgar Pêra entsteht als freie Begleitung zum flüssigen und klaren Gitarrenspiel und schafft damit neue Erfahrungsformen für die Musik von Carlos Paredes.“

Movimentos Perpétuos – Cine-Tributo a Carlos Paredes erschien nach der Premiere 2006 auch gleich als DVD, mit umfangreichem Bonusmaterial, darunter eine Version des Films ohne Interviews, eine Doku zum Projekt Movimentos Perpétuos zu Ehren Carlos Paredes, und eine Reihe Kurzfilme von Edgar Pêra.